# Вовнянка (рослина)
Вовнянка, бомбіцилена (Bombycilaena) — рід квіткових рослин із родини айстрових.

## Поширення
Зростає у Європі, Західній Азії, Північній Африці. 
В Україні ростуть: вовнянка пряма (Bombycilaena erecta (L.) Smoljan.), Bombycilaena discolor (Pers.) M.Laínz

## Види
За Plants of the World Online рід налічує 2 види, які вказано вище.
Вид Bombycilaena californica з Північної Америки має актуальну назву Micropus californicus Fisch. & C.A.Mey.